# Бузер, Юрг Питер
Юрг Питер Бузер — швейцарский математик, занимающийся дифференциальной геометрией.

## Биография
Защитил диссертацию в Базельском университете в 1976 году под руководством Хайнца Хубера.
Профессор в Политехнической школе Лозанны.

## Вклад
- Построил примеры изоспектральных поверхностей ответив таким образом отрицательно на вариант вопроса «Можно ли услышать форму барабана?» Марка Каца.
- Неравенство Чигера — Бузера[нем.]

## Признание
- С 2004 по 2005 год он был президентом Швейцарского математического общества.
- Почётный доктор Хельсинкского университета (2003).

## Работы
- Buser, Peter; Karcher, Hermann Gromov’s almost flat manifolds. Astérisque, 81. Société Mathématique de France, Paris, 1981. 148 pp.